# 新昌路 (上海)
新昌路是位于上海市黄浦区西北部的一条南北向马路。南起南京西路，北至南苏州路，长1150米，宽8.9～17.7米，车行道宽5.8～11.9米。新昌路原名梅白克路，亦可称梅格白路。新昌路分别被北京西路和凤阳路截成了错开的三段，现沿路多为弄堂和住宅小区。

## 历史
1899年上海公共租界工部局越界填浜筑路，北京西路以南以纪念曾任英国驻日本长崎市副领事的弗朗西斯·梅白克（Francis Gerhard Myburgh）（1837～1868） 而命名为梅白克路(Myburgh Road)，北京西路以北则名蔓盘路。1914年全路改名梅白克路。1924年5月12日，英国皇家海军和上海跑马总会在梅白克路上建立了一个为停靠在公共租界港口的英国海军军舰官兵服务的俱乐部（Union Jack Club)，俱乐部里有可供75人休息的床，配有大厅，桌球房，阅读室和保龄球场。1930年，上海公共租界工部局在爱文义路（今北京西路）梅白克路路口建造了一座污水泵站，排水能力为0.03立方米每秒，中华人民共和国成立后后已停止使用。1938年，上海职业界救亡协会在牯岭路振兴小学内创办神州夜中学，由许德良兼任校长，在梅白克路设立分校。该校专设无线电训练班，为新四军输送大批收发报人员。1943年，汪精卫政府收回公共租界后，以浙江省新昌县改今名。

## 沿路建筑
- 新昌路87弄、119弄：祥康里，在凤阳路、南京西路之间。1924年～1936年建。有楼房121幢。居民2100人。
- 新昌路99弄：中共中央秘密印刷厂旧址，1931年至1932年期间，曾是中国共产党中央委员会在上海秘密设立的印刷厂。
- 新昌路432弄：原酱园弄，在新闸路、青岛路之间。1899年建。因原有店鋪张振新酱园，故名。有石库门房屋43幢。居民800余人。现原址已改建为住宅小区。[8]

## 历史事件

### 酱园弄杀夫案
1945年3月20日清晨，新昌路酱园弄85号二楼發生兇殺案。

## 交会道路
由南向北：
- 南京西路
- 凤阳路
- 北京西路
- 青岛路
- 山海关路
- 新闸路
- 南苏州路